# Sideritis incana
Espèce
Sideritis incana est une espèce de plantes à fleurs de la famille des Lamiaceae originaire d'Espagne, du Maroc, d'Algérie et de Tunisie.

## Liste des sous-espèces et variétés
Selon World Checklist of Selected Plant Families (WCSP) (4 octobre 2013) :
- Sideritis incana L. (1763)
  - sous-espèce Sideritis incana subsp. altiatlantica (Font Quer) Fennane, Trav. Inst. Sci. Univ. Mohammed V (2005)
  - sous-espèce Sideritis incana subsp. atlantica (Pomel) Dobignard (2012)
- Sideritis incana subsp incana
  - sous-espèce Sideritis incana subsp. matris-filiae (Emb. & Maire) Fennane, Trav. Inst. Sci. Univ. Mohammed V (2005)
  - sous-espèce Sideritis incana subsp. tunetana Murb. (1905)

Selon The Plant List (4 octobre 2013) :
- variété Sideritis incana var. incana
- variété Sideritis incana var. occidentalis Font Quer
- variété Sideritis incana var. robusta Font Quer

Selon Tropicos (4 octobre 2013) (Attention liste brute contenant possiblement des synonymes) :
- sous-espèce Sideritis incana subsp. edetana (Pau ex Font Quer) Mateo & M.B.Crespo
- sous-espèce Sideritis incana subsp. glauca (Cav.) Malag.
- sous-espèce Sideritis incana subsp. incana
- sous-espèce Sideritis incana subsp. occidentalis (Font Quer) Cabezudo, J.M. Nieto & T.Navarro
- sous-espèce Sideritis incana subsp. sericea (Pers.) Nyman
- sous-espèce Sideritis incana subsp. tunetana Murb.
- sous-espèce Sideritis incana subsp. virgata (Desf.) Malag.
- sous-espèce Sideritis incana subvar. arairae Maire
- sous-espèce Sideritis incana subvar. spinulosa Font Quer
- variété Sideritis incana var. albiflora Maire
- variété Sideritis incana var. altiatlantica Font Quer
- variété Sideritis incana var. arairae (Maire) Socorro, L.Cano & Espinar
- variété Sideritis incana var. edetana Pau ex Font Quer
- variété Sideritis incana var. guyoniana (Boiss. & Reut.) Pau ex Font Quer
- variété Sideritis incana var. incana
- variété Sideritis incana var. matris-filiae (Emb. & Maire) Maire
- variété Sideritis incana var. occidentalis Font Quer
- variété Sideritis incana var. regimontana Maire
- variété Sideritis incana var. robusta Font Quer
- variété Sideritis incana var. sericea (Pers.) Amo
- variété Sideritis incana var. serrata (Lag.) Nyman
- variété Sideritis incana var. socovensis D. Rivera & Obón
- variété Sideritis incana var. spinulosa (Font Quer) Rivas Goday & Borja ex Sánchez Mata
- variété Sideritis incana var. tomentosa Batt.
- variété Sideritis incana var. tragoriganum (Lag.) Nyman